# Samir Mujagić
Samir Mujagić är en bosnisk singer/songwriter från Sarajevo. Han ger ut sin musik under artistnamnet SMS. Han har samarbetat med artister som Dino Merlin och Hajrudin "Hari" Varešanovic. Till hans mest kända låtar hör Do bola, Idi, Dobrodošla tugo, Oči u oči och Ti.

## Diskografi
- 2002 - SMS (Hit Records)[2]
- 2006 - Više od igre (Hayat Production)[2]
- 2007 - Dobrodošla tugo (Hit Records)[2]